# Louis-François-Auguste de Rohan-Chabot
Louis-François-Auguste de Rohan-Chabot, VIII duca di Rohan, XII principe di Léon, conte di Porhoët e dell'Impero (Parigi, 29 febbraio 1788 – Chenecey, 8 febbraio 1833), è stato un cardinale e arcivescovo cattolico francese.
Figlio primogenito del duca Alessandro di Rohan-Chabot (1761 – 1818) e di Anna Luisa Elisabetta di Montmorency (1771 – 1828), era conte di Chabot, principe di Léon e del 1º Impero dal 1807, 8º duca di Rohan dal 1817 e pari di Francia, conte di Porhoët. Rimasto vedovo, si fece prete cattolico, divenendo arcivescovo di Auch, poi di Besançon ed infine cardinale; era inoltre membro del potentissimo casato francese di Rohan.

## Biografia cronologica
- 1789: a seguito della Rivoluzione francese, la sua famiglia emigra all'estero (Inghilterra, Germania, Belgio, etc). Egli viene allevato da un oratoriano refrattario e poi da un rettore del collegio
- 1800: la famiglia rientra a Parigi allorché Napoleone Bonaparte diviene Primo Console
- 1807: muore il nonno Luigi-Antonio, duca di Rohan-Chabot (1733 – 1807) e suo padre diventa duca di Rohan e lui principe di Léon.
- 1808: sposa il 2 maggio Maria Georgina Armandina di Sérent (1789 – 1815), la diciassettenne figlia del conte Armando di Sérent.
- 1809: è nominato ciambellano dell'imperatore Napoleone Bonaparte, carica che manterrà fino all'esilio di quest'ultimo, nel 1814.
- 1815: il 10 gennaio la sua giovane sposa muore tragicamente[1]
- 1816:  morte del padre.  Luigi Francesco Augusto diventa l'8º duca di Rohan. Decide quindi di entrare in un ordine monastico
- 1819: studia presso il seminario di Saint Sulpice in Parigi per tre anni, periodo durante il quale conosce lo scrittore Victor Hugo[2] e fa amicizia con Jean-Baptiste Henri Lacordaire. Egli invita anche presso il suo castello il poeta, scrittore, storico ed uomo politico Alphonse de Lamartine, che lo descrisse in una delle sue Méditations poétiques: La Semaine sainte à la Roche-Guyon (La settimana santa a la Roche-Guyon). Riceve inoltre sovente un giovane prete di cui diverrà il mentore: il futuro insegnante, prelato ed uomo politico Félix Dupanloup.
- 1822:  il 1º giugno è ordinato prete a la Roche-Guyon e parroco a Parigi
- 1828:  il 27 aprile viene nominato arcivescovo d'Auch e confermato il 23 giugno ma trasferito a Besançon nella Franca Contea, prima ancora di prendere possesso della diocesi
- 1829: il 6 giugno viene trasferito all'arcivescovado di Besançon, confermato arcivescovo della relativa diocesi il 15 dicembre, consacrato il 18 gennaio e vi si insedia il 5 febbraio. Vende le parti ereditarie del suo castello di La Roche-Guyon a suo cugino, il duca Francesco III de La Rochefoucauld[3]

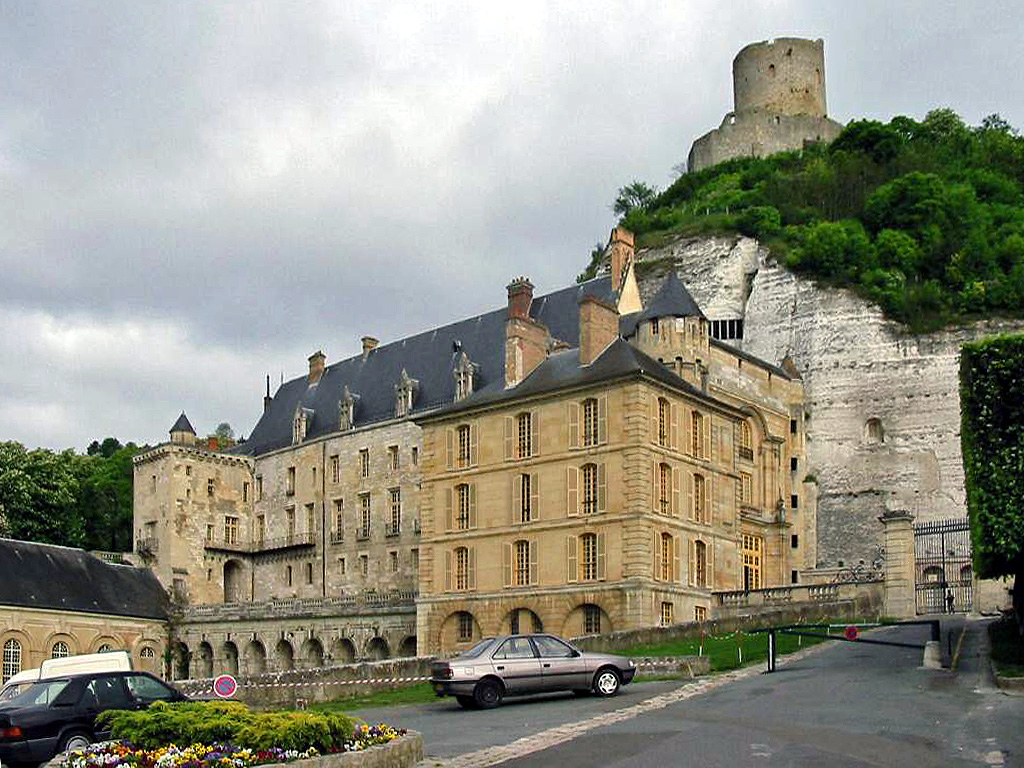
Il castello di famiglia di la Roche-Guyon nella Val d'Oise

- 1830: il 5 luglio viene nominato cardinale da Papa Pio VIII, ma a causa della Rivoluzione del luglio 1830 Carlo X fugge in Austria e lui prima in Belgio e poi in Svizzera
- 1830 – 1831: alla morte del papa Pio VIII prende parte al Conclave del 1830-1831, che elegge il nuovo papa Gregorio XVI
- 1830: il duca di Orléans, Luigi Filippo I diventa re di Francia[4]
- 1831: il 28 febbraio prende possesso del titolo cardinalizio della Santissima Trinità al Monte Pincio
- 1832: è reintegrato nell'arcivescovado di Besançon
- 1833:  l'8 febbraio muore a Chenecey (15 km a sud di Besançon) a causa della grande epidemia di colera e la sua salma è inumata nella cattedrale di San Giovanni a Besançon

Il fratello Fernand de Rohan-Chabot (1789 – 1869) eredita tutti i suoi titoli nobiliari e gli succede come duca di Rohan.

## Genealogia episcopale
La genealogia episcopale è:
- Cardinale Guillaume d'Estouteville, O.S.B.Clun.
- Papa Sisto IV
- Papa Giulio II
- Cardinale Raffaele Sansone Riario
- Papa Leone X
- Papa Paolo III
- Cardinale Francesco Pisani
- Cardinale Alfonso Gesualdo di Conza
- Papa Clemente VIII
- Cardinale Pietro Aldobrandini
- Cardinale Laudivio Zacchia
- Cardinale Antonio Barberini, O.F.M.Cap.
- Cardinale Nicolò Guidi di Bagno
- Arcivescovo François de Harlay de Champvallon
- Cardinale Louis-Antoine de Noailles
- Vescovo Jean-François Salgues de Valderies de Lescure
- Arcivescovo Louis-Jacques Chapt de Rastignac
- Arcivescovo Christophe de Beaumont du Repaire
- Cardinale César-Guillaume de la Luzerne
- Arcivescovo Gabriel Cortois de Pressigny
- Arcivescovo Hyacinthe-Louis de Quélen
- Cardinale Louis-François-Auguste de Rohan-Chabot

## Ascendenza
|                                                  |                                |                                                              | Genitori                                                          |  |  | Nonni |  |  | Bisnonni                       |  |  | Trisnonni                   |  |
|                                                  |                                |                                                              |                                                                   |  |  |       |  |  | 8. Guy-Auguste de Rohan-Chabot |  |  | 16. Louis I de Rohan-Chabot |  |
|                                                  |                                |                                                              |                                                                   |  |  |       |  |  | 8. Guy-Auguste de Rohan-Chabot |  |  | 16. Louis I de Rohan-Chabot |  |
|                                                  |                                | 17. Marie Élisabeth de Bec-Crespin de Grimaldi               |                                                                   |  |  |       |  |  | 8. Guy-Auguste de Rohan-Chabot |  |  |                             |  |
| 4. Louis-Antoine de Rohan-Chabot                 |                                |                                                              |                                                                   |  |  |       |  |  | 8. Guy-Auguste de Rohan-Chabot |  |  |                             |  |
|                                                  |                                | 9. Yvonne Sylvie du Breil de Rays                            | 18. Charles du Breil de Rays                                      |  |  |       |  |  |                                |  |  |                             |  |
|                                                  |                                | 9. Yvonne Sylvie du Breil de Rays                            | 18. Charles du Breil de Rays                                      |  |  |       |  |  |                                |  |  |                             |  |
|                                                  |                                | 9. Yvonne Sylvie du Breil de Rays                            | 19. Sylvie de La Boissiere de Brantonnet                          |  |  |       |  |  |                                |  |  |                             |  |
| 2. Alexandre-Louis-Auguste de Rohan-Chabot       |                                | 9. Yvonne Sylvie du Breil de Rays                            |                                                                   |  |  |       |  |  |                                |  |  |                             |  |
|                                                  |                                | 10. Jean-Baptiste Louis Frédéric de La Rochefoucauld de Roye | 20. Louis de La Rochefoucauld de Roye                             |  |  |       |  |  |                                |  |  |                             |  |
|                                                  |                                | 10. Jean-Baptiste Louis Frédéric de La Rochefoucauld de Roye | 20. Louis de La Rochefoucauld de Roye                             |  |  |       |  |  |                                |  |  |                             |  |
|                                                  |                                | 10. Jean-Baptiste Louis Frédéric de La Rochefoucauld de Roye | 21. Marthe Ducasse                                                |  |  |       |  |  |                                |  |  |                             |  |
| 5. Élisabeth-Louise de La Rochefoucauld          |                                | 10. Jean-Baptiste Louis Frédéric de La Rochefoucauld de Roye |                                                                   |  |  |       |  |  |                                |  |  |                             |  |
|                                                  |                                | 11. Marie-Louise-Nicole de La Rochefoucauld                  | 22. Alexandre I de La Rochefoucauld                               |  |  |       |  |  |                                |  |  |                             |  |
|                                                  |                                | 11. Marie-Louise-Nicole de La Rochefoucauld                  | 22. Alexandre I de La Rochefoucauld                               |  |  |       |  |  |                                |  |  |                             |  |
|                                                  |                                | 11. Marie-Louise-Nicole de La Rochefoucauld                  | 23. Elizabeth de Bermond du Caylar                                |  |  |       |  |  |                                |  |  |                             |  |
| 1. Louis-François-Auguste de Rohan-Chabot        |                                | 11. Marie-Louise-Nicole de La Rochefoucauld                  |                                                                   |  |  |       |  |  |                                |  |  |                             |  |
|                                                  | 12. Anne Léon I de Montmorency | 24. Léon de Montmorency-Fosseux                              |                                                                   |  |  |       |  |  |                                |  |  |                             |  |
|                                                  | 12. Anne Léon I de Montmorency | 24. Léon de Montmorency-Fosseux                              |                                                                   |  |  |       |  |  |                                |  |  |                             |  |
|                                                  | 12. Anne Léon I de Montmorency | 25. Marie Madeleine Jeanne de Pousse-Mothe de l'Étoile       |                                                                   |  |  |       |  |  |                                |  |  |                             |  |
| 6. Anne Léon II de Montmorency-Fosseux           | 12. Anne Léon I de Montmorency |                                                              |                                                                   |  |  |       |  |  |                                |  |  |                             |  |
|                                                  |                                | 13. Anne Marie Barbe de Ville                                | 26. Arnold de Ville                                               |  |  |       |  |  |                                |  |  |                             |  |
|                                                  |                                | 13. Anne Marie Barbe de Ville                                | 26. Arnold de Ville                                               |  |  |       |  |  |                                |  |  |                             |  |
|                                                  |                                | 13. Anne Marie Barbe de Ville                                | 27. Anne Barbe de Courcelles                                      |  |  |       |  |  |                                |  |  |                             |  |
| 3. Anne-Louise-Élisabeth de Montmorency          |                                | 13. Anne Marie Barbe de Ville                                |                                                                   |  |  |       |  |  |                                |  |  |                             |  |
|                                                  |                                | 14. Anne François de Montmorency-Luxembourg                  | 28. Charles II Frédéric de Montmorency-Luxembourg                 |  |  |       |  |  |                                |  |  |                             |  |
|                                                  |                                | 14. Anne François de Montmorency-Luxembourg                  | 28. Charles II Frédéric de Montmorency-Luxembourg                 |  |  |       |  |  |                                |  |  |                             |  |
|                                                  |                                | 14. Anne François de Montmorency-Luxembourg                  | 29. Marie-Sophie Colbert                                          |  |  |       |  |  |                                |  |  |                             |  |
| 7. Charlotte-Françoise de Montmorency-Luxembourg |                                | 14. Anne François de Montmorency-Luxembourg                  |                                                                   |  |  |       |  |  |                                |  |  |                             |  |
|                                                  |                                | 15. Louise Françoise Pauline de Montmorency-Luxembourg       | 30. Charles-François-Christian de Montmorency-Beaumont-Luxembourg |  |  |       |  |  |                                |  |  |                             |  |
|                                                  |                                | 15. Louise Françoise Pauline de Montmorency-Luxembourg       | 30. Charles-François-Christian de Montmorency-Beaumont-Luxembourg |  |  |       |  |  |                                |  |  |                             |  |
|                                                  |                                | 15. Louise Françoise Pauline de Montmorency-Luxembourg       | 31. Anne-Sabine Olivier de Sénozan                                |  |  |       |  |  |                                |  |  |                             |  |
|                                                  |                                | 15. Louise Françoise Pauline de Montmorency-Luxembourg       |                                                                   |  |  |       |  |  |                                |  |  |                             |  |